# Salsa de champiñones

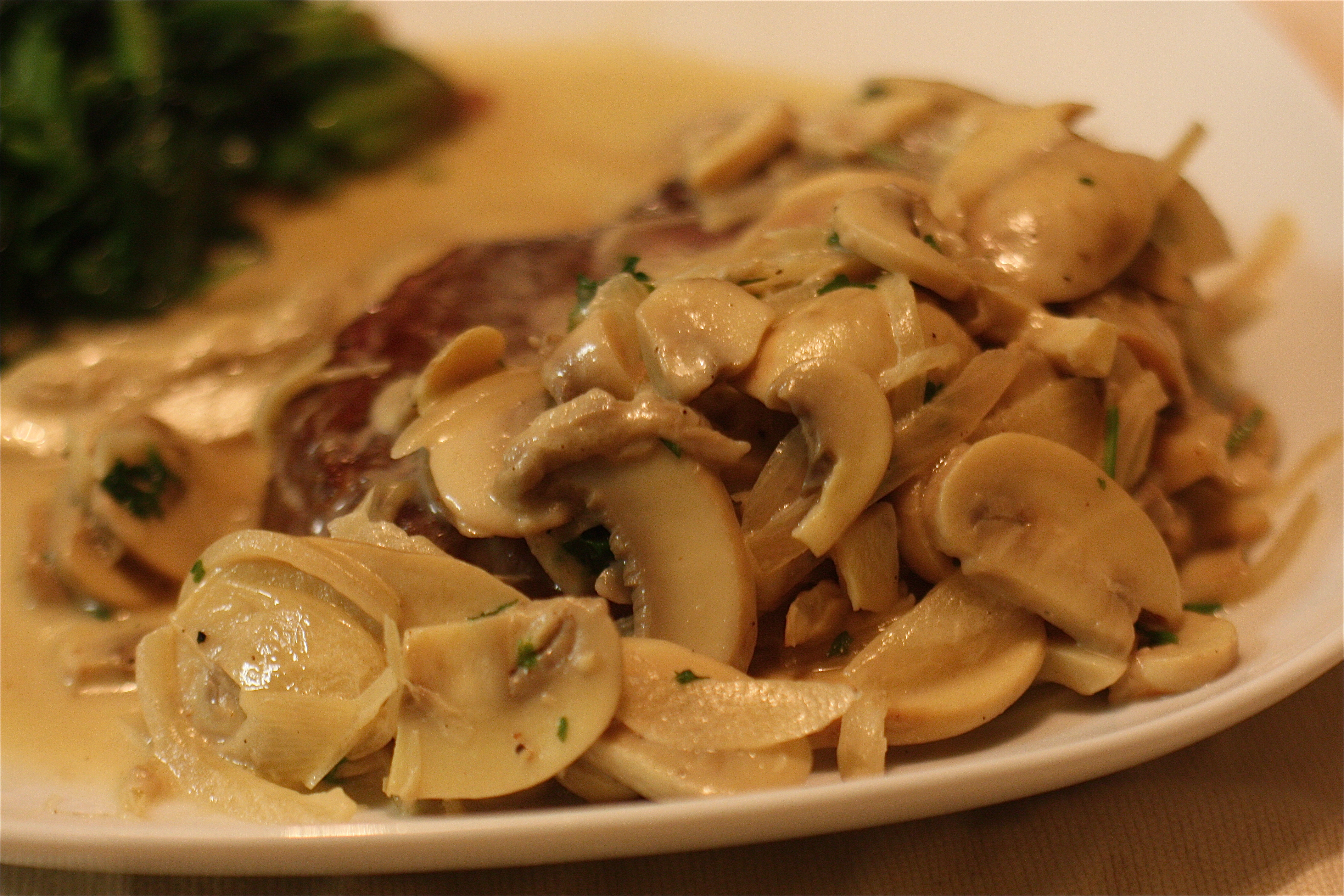
Un filet mignon acompañado de una salsa de champiñón.

La salsa de champiñón es una salsa elaborada con champiñón común (agaricus bisporus) como principal ingrediente acompañado de un medio graso como puede ser nata de leche o mantequilla. Puede ser una salsa que acompañe platos de carne como pueden ser de ternera y ave. Junto con virutas de queso gruyer la salsa suele ser habitual para platos de pasta (como por ejemplo los Porcini Fettuccini), así como de preparaciones de falsos risottos (elaborados con nata). Algunos cocineros suelen emparejar esta salsa de champiñones con platos de pescado. Suele presentarse en forma de salsa fresca fluida con la que se acompañan los platos correspondientes, o en forma de polvo seco.  

## Características
El principal ingrediente suelen ser los champiñones (agaricus bisporus)  finamente fileteados, pueden emplearse otras variedades como son las setas siitake (Lentinula edodes). Estas setas se suelen poner a saltear en un medio graso como puede ser una crema de leche, o incluso una mantequilla. Durante la preparación, con objeto de coaligar sabores suele emplearse un vino blanco. En algunas recetas se suele coaligar la salsa con yema de huevo. Para saborizar la salsa se suelen emplear una gran variedad de ingredientes adicionales, tales como ajo finamente picado, cebollas, zumo de limón como potenciador de otros sabores, harina para engrosar la salsa, queso parmesano rallado, azafrán, hierbas como perejil. 
La salsa se emplea en la elaboración de otros platos de carne: filetes, diversas preparaciones de pollo u otras aves. Los platos de pasta que contienen por ejemplo linguine. En la gastronomía vegetariana puede ir servido junto con el tofu, haciendo el velouté sin el caldo de pollo.